# Cantone di Francisco de Orellana
Il cantone di Francisco de Orellana è un cantone dell'Ecuador che si trova nella Provincia di Orellana, nella regione amazzonica ecuadoriana. Confina a nord col cantone di Joya de los Sachas, a est con il cantone di Aguarico, a sud con la provincia del Napo e a ovest con il cantone di Loreto. La popolazione totale del cantone, secondo il censimento del 2010 è di 72 795.
Il cantone venne creato il 30 aprile 1965 e il capoluogo è Puerto Francisco de Orellana.

## Parrocchie urbane
- Puerto Francisco de Orellana

## Parrocchie rurali
- Alejandro Labaka
- Dayuma
- El Dorado
- El Edén
- Inés Arango
- La Belleza
- García Moreno
- San Jose de Guayusa
- San Luis de Armenia
- Nuevo Paraíso
- Taracoa